# Interstate 444
Pour les articles homonymes, voir Route 444.
L'Interstate 444 (I-444) est une autoroute auxiliaire de l'I-44 dont les extrémités se trouvent à une jonction avec l'I-244 au centre-ville de Tulsa, Oklahoma. Elle forme les segments sud et est de la Inner Dispersal Loop.
Elle forme un multiplex sur toute sa longueur avec la US 75 ainsi qu'avec la US 64 / SH-51 pour la première moitié de l'autoroute.

## Histoire
L'I-244 et l'I-444 utilisaient initialement des numéros de sortie basés sur le millage de l'I-44 dans la région de Tulsa. Ces numéros étaient situés entre 94A et 96C pour l'I-444. Depuis 1995, les sorties de l'autoroute ne sont plus numérotées.

## Liste des sorties
| Interstate 444                            |              |                                               |                                                                 |                                              | |                                                                                              |
| Comté                                     | Municipalité | mi                                            | km                                                              | Sortie                                       | Intersections / Destinations                                                                                 | Notes                                                                                        |
| Tulsa                                     | Tulsa        | 0,00                                          | 0,00                                                            |                                              | I-244 ouest / US 75 sud (Red Fork Expressway) – Okmulgee, Oklahoma City                                      | Terminus ouest du multiplex avec US 75; sortie 4B de l'I-244                                 |
| Tulsa                                     | Tulsa        | 0,00                                          | 0,00                                                            |                                              | I-244 est / US 64 / SH-51 (en) (Red Fork Expressway) – Sand Springs, Joplin                                  | Terminus ouest du multiplex avec US 64 / SH-51; sortie direction ouest, entrée direction est |
| Tulsa                                     | Tulsa        |                                               |                                                                 |                                              | 11th Street / Houston Avenue                                                                                 | Sortie direction ouest, entrée direction est                                                 |
| Tulsa                                     | Tulsa        | 13th Street / Denver Avenue / Cheyenne Avenue |                                                                 |                                              | |                                                                                              |
| Tulsa                                     | Tulsa        |                                               | US 64 / SH-51 (en) est (Broken Arrow Expressway) – Broken Arrow | Terminus est du multiplex avec US 64 / SH-51 | |                                                                                              |
| Tulsa                                     | Tulsa        | 7th Street – Centre-ville                     |                                                                 |                                              | |                                                                                              |
| Tulsa                                     | Tulsa        | 2,51                                          | 4,04                                                            |                                              | I-244 / US 412 est (Crosstown Expressway) – Joplin                                                           | Sortie direction est, entrée direction ouest                                                 |
| Tulsa                                     | Tulsa        | 2,51                                          | 4,04                                                            |                                              | I-244 / US 412 ouest (Crosstown Expressway) / US 75 nord (Cherokee Expressway) – Oklahoma City, Bartlesville | Terminus est du multiplex avec US 75; sortie 6B de l'I-244                                   |
| - Terminus de multiplex - Accès incomplet |              |                                               |                                                                 |                                              | |                                                                                              |